# ميشيل بيبار
ميشيل بيبار (بالفرنسية: Michel Bibard)‏ (مواليد 30 نوفمبر 1958) هو لاعب كرة قدم. يلعب مع منتخب فرنسا لكرة القدم. سبق له أن لعب في كأس العالم لكرة القدم مع منتخب بلاده.

## روابط خارجية
- ميشيل بيبار على موقع الاتحاد الدولي (مؤرشف)  (الإنجليزية)
- ميشيل بيبار على موقع قاعدة بيانات كرة القدم.إي يو (الإنجليزية)
- ميشيل بيبار على موقع ليكيب (الفرنسية)
- ميشيل بيبار على موقع ناشيونال فوتبول تيمز (الإنجليزية)
- ميشيل بيبار على موقع عالم كرة القدم.نت (الإنجليزية)
- ميشيل بيبار على موقع أوليمبيديا (الإنجليزية)